# North River Wildlife Sanctuary
Das North River Wildlife Sanctuary ist ein 225 Acres (0,9 km²) umfassendes Schutzgebiet bei Marshfield im Bundesstaat Massachusetts der Vereinigten Staaten. Es wird von der Massachusetts Audubon Society verwaltet.

## Schutzgebiet
Das Schutzgebiet wurde nach dem gleichnamigen, als scenic river ausgewiesenen Fluss benannt, der es an seiner Nordgrenze durchfließt. Es dient der Massachusetts Audubon Society als Ausgangsbasis für die Betreuung ihrer Schutzgebiete der Region South Shore, zu denen auch das Daniel Webster Wildlife Sanctuary und das North Hill Marsh Wildlife Sanctuary gehören. Mit seinen Feldern, Eichenwäldern und Salzwiesen zieht es eine Vielzahl von Vögeln an, und von einer Beobachtungsplattform am Fluss können häufig Robben beobachtet werden. Besuchern stehen 2,5 mi (4 km) Wanderwege zur Verfügung, von denen ein 0,5 mi (0,8 km) langer Rundweg barrierefrei zugänglich ist.